# Cinquemilaquarantatre
Cinquemilaquarantatre — двадцать первый студийный альбом итальянской певицы Мины, выпущенный в 1972 году.

## Об альбоме
Впервые новую песню «Fiume azzurro» с будущего альбома Мина исполнила на телешоу «Teatro 10» в начале 1972 года, однако она немного отличалась лирикой от той версии, что вошла в альбом. Эта же песня позднее была выпущена как промосингл. Всё на том же телешоу певица также исполнила в дуэте с Альберто Лупо песню «Parole parole», а позднее её пародийную версию с Адриано Челентано. Ещё одной песней, которую Мина исполнила в «Teatro 10» стала «Balada para mi muerte» Астора Пьяццоллы, но опять же в альбом вошла изменённая версия песни на итальянском языке под названием «Suoneranno le sei».
На альбоме также присутствует песня «Io ti amavo quando», которая является италоязычным кавером на песню «You’ve Got a Friend» Кэрол Кинг. Автором адаптированного текста стал Паоло Лимити, и он имеет значительное расхождение со смыслом оригинала. Ещё одним кавером стала песня «Delta Lady» Джо Коккера, но Мина исполнила её на этот раз на языке оригинала. Итальянская версия бразильской песни «Menina» под названием «È mia» также вошла в альбом.
Название альбома — это отсылка к каталожному номеру альбома — PLD 5043.

## Коммерческий приём
Пластинка стала бестселлером в Италии, поднявшись на вершину хит-парада (при этом Мина сместила саму себя с предыдущей работой Mina) и пробыв там десять недель. Альбом оставался в пятёрке лучших до конца 1972 года, а в итоговом чарте занял пятое место с общими продажами в более 700 000 копий.

## Издания
Изначально альбом распространялся в различных цветовых оформлениях обложки: в зеленом, коричневом, красном, фиолетовом. Он состоял из тремя папок, две из которых содержали пластинки, а в третьей была брошюра с текстом всех песен, а также фотографии певицы. При переизданиях брошюра уже отсутствовала.
В различных странах обложка также отличалась. Так, в Уругвае и Испании на обложке были использованы фотографии Мины с концертных выступлений. В Венесуэле (на обложке — фото с альбома …bugiardo più che mai… più incosciente che mai…) и Японии альбом издавался под названием Parole parole (в Японии — с оригинальной обложкой).
При переиздании на CD и распространении в цифровом формате была выбрана оригинальная зелёная обложка.

## Список композиций
| №                   | Название                                                                     | Автор(ы)                                         | Длительность |
| ------------------- | ---------------------------------------------------------------------------- | ------------------------------------------------ | ------------ |
| 1.                  | «Fiume azzurro»                                                              | Луиджи Альбертелли, Энрико Риккарди              | 3:57         |
| 2.                  | «Vorrei averti nonostante tutto»                                             | Альберто Теста, Вирджинио Капитини, Данило Воана | 4:36         |
| 3.                  | «Io ti amavo quando (You’ve Got a Friend)»                                   | Кэрол Кинг, Паоло Лимити                         | 4:20         |
| 4.                  | «È proprio cosi, son io che canto (Hey, Mister That's Me Upon the Juke Box)» | Джеймс Тейлор, Джорджо Калабрезе                 | 3:35         |
| 5.                  | «Suoneranno le sei (Balada para mi muerte)»                                  | Астор Пьяццолла, Джорджо Калабрезе               | 3:55         |
| Общая длительность: | Общая длительность:                                                          | Общая длительность:                              | 20:23        |

| №                   | Название                               | Автор(ы)                                     | Длительность |
| ------------------- | -------------------------------------- | -------------------------------------------- | ------------ |
| 1.                  | «Le mani sui fianchi»                  | Ромоло Форлаи, Джанфранко Ревербери          | 2:55         |
| 2.                  | «La mia carrozza»                      | Марио Нобиле, Гуидо Болцони                  | 3:52         |
| 3.                  | «Cosa penso io di te»                  | Луиджи Альбертелли, Энрико Риккарди          | 4:13         |
| 4.                  | «Delta Lady»                           | Леон Расселл                                 | 2:26         |
| 5.                  | «È mia (Menina)»                       | Паулиньо Ногейра, Джорджо Калабрезе          | 3:47         |
| 6.                  | «Parole parole» (дуэт с Альберто Лупо) | Лео Кьоссо, Джанкарло Дель Ре, Джанни Феррио | 3:54         |
| Общая длительность: | Общая длительность:                    | Общая длительность:                          | 21:07        |

## Чарты
| Чарт (1972)              | Высшая позиция | Недель в чарте |
| ------------------------ | -------------- | -------------- |
| Италия (Musica e dischi) | 1              | 30             |

| Чарт (1972)              | Позиция |
| ------------------------ | ------- |
| Италия (Musica e dischi) | 5       |